# Jean Sangally
Jean Sangally est un chanteur et guitariste de blues français né au Cameroun. Son groupe s'appelle le Jean Sangally Blues Band, groupe formé de George Brown, James Lewis et Davyd Johnson. 
Il est par ailleurs influencé par Georges Brassens (il lui consacre un premier album Brassens était-il noir ? en 2000, puis un deuxième, sur une idée du batteur et percussionniste cubain Isel Rasua : Brassens le Cubain en 2015) et Ray Charles (qu'il reprend notamment sur son tout premier album "Ciao Blues" en 1995).